# Triniochloa talpensis
Triniochloa talpensis är en gräsart som beskrevs av Gonz.-led. och Gómez-sánchez. Triniochloa talpensis ingår i släktet Triniochloa och familjen gräs. Inga underarter finns listade i Catalogue of Life.